# 연방방위군 중앙구호업무군
연방방위군 중앙구호업무군(聯邦軍中央救護業務軍, 독일어: Zentraler Sanitätsdienst der Bundeswehr 첸트랄러 자니테츠딘슈트 데어 분데스베어[*])은 독일 연방방위군의 부대로 독일 연방방위군의 물자 수송과 조직 업무를 담당한다. 2000년 10월 독일 연방방위군이 실시한 개혁 정책의 일환으로 설립되었다.

## 같이 보기
- 군진의학